# Kewestos (Habtemariam)
Kewestos (imię świeckie Zekarias Habtemariam, ur. 1930) – duchowny Etiopskiego Kościoła Ortodoksyjnego, od 2013 arcybiskup Selallie. Sakrę biskupią otrzymał 15 czerwca 1987.